# Nerf olfactif

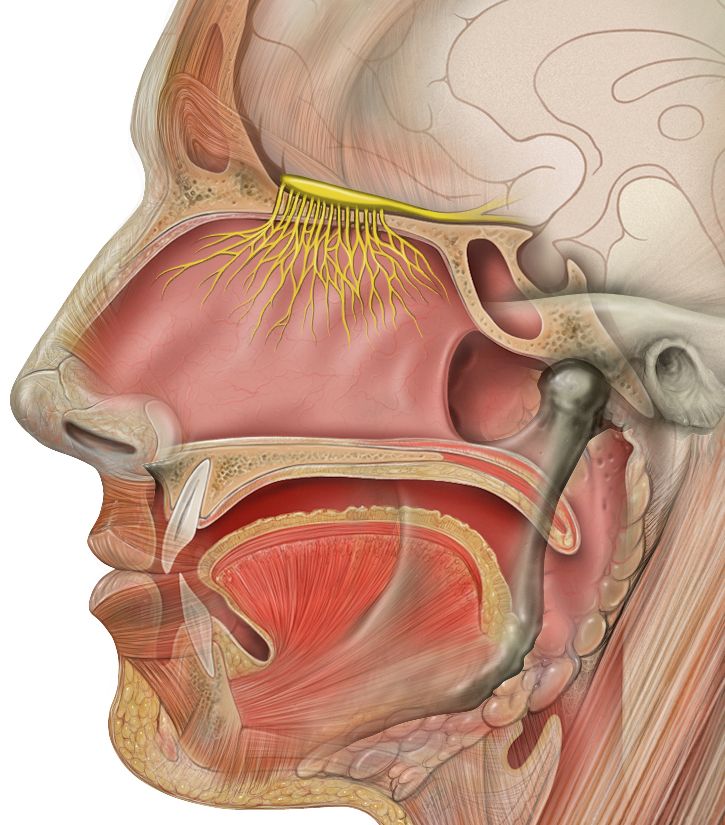
Le nerf olfactif en jaune.

Le nerf olfactif (I) est le premier nerf crânien, bien que cette catégorisation soit contestée puisqu'il est un prolongement du système nerveux central. Son rôle, uniquement sensoriel, est de véhiculer l'odorat. Il dérive de la placode nasale (en) embryonnaire et est constitué de neurones récepteurs olfactifs. Chez l'humain, le nerf olfactif prend naissance au niveau de la muqueuse olfactive dans la partie antérosupérieure de la cavité nasale. Il traverse la plaque cribriforme de l'os ethmoïde et innerve le bulbe olfactif situé à la base du cerveau. L'examen clinique passe par le test de l'odorat, qui est perdu partiellement ou entièrement en cas d'atteinte du nerf.

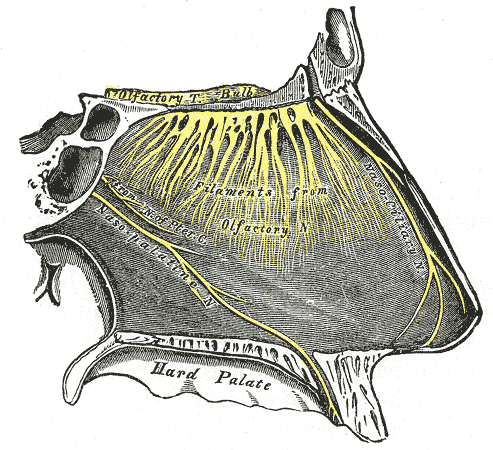
Nerfs de la cavité nasale, dont les ramifications du nerf olfactif dans la partie supérieure.

## Anatomie

Vue inférieure du cerveau humain avec les différents points d'entrée et de sortie des nerfs crâniens mis en évidence.

Le nerf olfactif est dit centripète, il envoie donc les informations de la périphérie vers le centre. Il prend ses racines au niveau de la tache jaune d'Eckardt qui se trouve au plafond des cavités nasales, au-dessous de la lame criblée de l'ethmoïde. Cette tache jaune reçoit toutes les informations olfactives qui sont retransmises aux bulbes olfactifs par l'intermédiaire de filets qui passent par les trous de la lame criblée de l’ethmoïde. Ces bulbes se trouvent à cheval sur l'articulation sphéno-ethmoïdale.
De là partent les deux pédoncules olfactifs passant dans les gouttières olfactives.
Étant donné qu'il est une expansion directe du système nerveux central, comme le nerf optique, il n'est pas véritablement un nerf crânien.

## Fonction
Uniquement sensitifs, les nerfs olfactifs transmettent les potentiels d'action de l'odorat. Dans une faible mesure, ils contribuent à la saveur du goût.

## Examen

### Éléments cliniques
Afin d'évaluer l'état du nerf, le praticien teste l'odorat avec des senteurs caractéristiques. Des produits irritants comme l'alcool, qui agissent sur les récepteurs nociceptifs du nerf trijumeau, peuvent être utilisés pour vérifier une éventuelle simulation. Cet examen est généralement effectué en cas de perte de l'olfaction, de recherche d'une lésion de l’étage antérieur de la base du crâne ou d'un traumatisme crânien.

### Imagerie médicale
Le système olfactif peut s'explorer au niveau de la muqueuse qui tapisse les cavités nasales ; du bulbe olfactif localisé autour de l’apophyse crista galli et du cortex piriforme situé dans la région antéro-médiale du lobe temporal.

## Pathologie
La fracture de la lame criblée de l'os ethmoïde, point de faiblesse de la base du crâne, peut dilacérer les filets olfactifs qui la traversent et entraîner une anosmie irréversible ou une perte partielle de l'odorat (hyposmie). Les principales causes d'une atteinte de ce nerf sont notamment la sinusite, le méningiome de la gouttière olfactive, l'accident vasculaire cérébral, la sclérose en plaques, une fracture de la base crânienne antérieure et la maladie d’Alzheimer.

### Imagerie médicale
- P. Bon ls, M. Devars du Maine, D. Malinvaud, O. Laccourreye  (2010) Imagerie des troubles de l’odorat ; Imaging and olfaction ; La Lettre d’ORL et de chirurgie cervico-faciale ; n° 321 - avril-mai-juin